# Centroclisis lanosa
Centroclisis lanosa är en insektsart som beskrevs av Navás 1909. Centroclisis lanosa ingår i släktet Centroclisis och familjen myrlejonsländor. Inga underarter finns listade i Catalogue of Life.